# Петер Кюль
Петер Кюль (нім. Peter Kühl; 19 жовтня 1922, Дітмаршен — 5 грудня 1989, Дортмунд) — німецький офіцер-підводник, оберлейтенант-цур-зее крігсмаріне.

## Біографія
1 січня 1941 року вступив на флот. В 1942 році пройшов практику вахтового офіцера на підводному човні U-552. З серпня 1943 року — 2-й, з грудня 1943 року — 1-й вахтовий офіцер на U-565. В квітні-липні 1944 року пройшов курс командира човна. З 1 серпня 1944 по квітень 1945 року — командир U-57.

## Звання
- Кандидат в офіцери (1 січня 1941)
- Морський кадет (1941)
- Фенріх-цур-зее (1 грудня 1941)
- Оберфенріх-цур-зее (1 жовтня 1942)
- Лейтенант-цур-зее (1 липня 1943)
- Оберлейтенант-цур-зее (1 січня 1945)